# Cambarellus
Pour le sous-genre, voir Cambarellus (Cambarellus).
Sous-famille
Genre
Cambarellus est un genre de petites écrevisses d'eau douce de la famille des Cambaridae.

## Répartition dans le monde
Les 18 espèces se trouvent au Mexique (sous-genre Cambarellus) et au bord de la Côte du Golfe des États-Unis (sous-genres Dirigicambarus et Pandicambarus).

## Statuts
Parmi les espèces mexicaines, C. areolatus , C. patzcuarensis et C. prolixus sont considérées comme gravement menacées par l'UICN et C. alvarezi est déjà éteinte. C. chihuahuae aurait également disparu jusqu'à sa redécouverte en 2012. Une forme orange de C. patzcuarensis est régulièrement observée dans le commerce des aquariums d'eau douce.

## Liste des sous-genres et d'espèces
Selon ITIS (2 janv. 2019) :
- Cambarellus (Cambarellus) Ortmann, 1905
- Cambarellus (Dirigicambarus) Fitzpatrick, 1983
- Cambarellus (Pandicambarus) Fitzpatrick, 1983
- Cambarellus alvarezi Villalobos, 1952
- Cambarellus areolatus Faxon, 1885
- Cambarellus chapalanus Faxon, 1898
- Cambarellus chihuahuae Hobbs, 1980
- Cambarellus montezumae Saussure, 1857 - écrevisse naine du Mexique - acocil
- Cambarellus occidentalis Faxon, 1898
- Cambarellus patzcuarensis Villalobos, 1943
- Cambarellus prolixus Villalobos & Hobbs, 1981
- Cambarellus zempoalensis Villalobos, 1943

## Liste des espèces
Selon EOL (2 janv. 2019) :
- Cambarellus zempoalensis Villalobos 1943
- Cambarellus prolixus Villalobos & Hobbs 1981
- Cambarellus alvarezi Villalobos 1952
- Cambarellus texanus Albaugh & Black 1973
- Cambarellus shufeldtii (Faxon 1884)
- Cambarellus ninae Hobbs 1950
- Cambarellus puer Hobbs 1945
- Cambarellus montezumae (Saussure 1857)
- Cambarellus chihuahuae Hobbs 1980
- Cambarellus chapalanus (Faxon 1898)
- Cambarellus occidentalis (Faxon 1898)
- Cambarellus blacki Hobbs 1980
- Cambarellus schmitti Hobbs 1942
- Cambarellus areolatus (Faxon 1885)
- Cambarellus patzcuarensis Villalobos 1943
- Cambarellus lesliei Fitzpatrick & Laning 1976
- Cambarellus diminutus Hobbs 1945
- Cambarellus zacapuensis Pedraza-Lara & Doadrio 2015